# 乌溪大桥 (贵州)
乌溪大桥是贵州省毕节市大方县黄泥塘镇的一座长373（1,224英尺）的T梁桥，是 321国道毕节-贵阳段（贵毕公路）重要工程，同样位于这一段的大桥还有六广河大桥、西溪大桥和落脚河大桥。